# Coupe du monde de roller de vitesse 2014
Navigation
Édition précédente Édition suivante
La Coupe du monde de roller de vitesse 2014 ou World Inline Cup 2014 se déroule du 25 mai au 21 juin 2014.

## Podiums étapes
| Etape | Date          | Classe    | Lieu    | Série | Vainqueur              | 2e               | 3e                     |
| ----- | ------------- | --------- | ------- | ----- | ---------------------- | ---------------- | ---------------------- |
| 1     | 25 mai 2014   | Class 1   | Rennes  | F     | Francesca Lollobrigida | Katharina Rumpus | Nicole Begg            |
| 1     | 25 mai 2014   | Class 1   | Rennes  | H     | Bart Swings            | Nolan Beddiaf    | Guillaume de Mallevoue |
| 2     | 1er juin 2014 | Top Class | Incheon | F     | Hwang Jisu             | Lee Seul         | Jang Suji              |
| 2     | 1er juin 2014 | Top Class | Incheon | H     | Yann Guyader           | Lee Yeongu       | Patxi Peula            |
| 3     | 15 juin 2014  | Class 1   | Dijon   | F     | Francesca Lollobrigida | Dan Guo          | Katharina Rumpus       |
| 3     | 15 juin 2014  | Class 1   | Dijon   | H     | Guillaume de Mallevoue | Bart Swings      | Yann Guyader           |
| 4     | 21 juin 2014  | Class 1   | Ostrava | F     | Aleksandra Goss        | Nicole Begg      | Kateřina Novotná       |
| 4     | 21 juin 2014  | Class 1   | Ostrava | H     | Nolan Beddiaf          | Yann Guyader     | Ondrej Suchy           |

## Classement final
| Épreuves | Or                     | Argent          | Bronze      |
| -------- | ---------------------- | --------------- | ----------- |
| Femmes   | Francesca Lollobrigida | Aleksandra Goss | Nicole Begg |
|          |                        |                 |             |
| Hommes   | Yann Guyader           | Nolan Beddiaf   | Bart Swings |